# سارة ميرفي
سارة ميرفي (بالإنجليزية: Sarah Murphy)‏ هي متسابقة بياثل نيوزيلندية، ولدت في 16 فبراير 1988 في كنمور في كندا.

## وصلات خارجية
- سارة ميرفي على موقع IBU (الإنجليزية)
- سارة ميرفي على موقع الاتحاد الدولي للتزلج (التزلج الريفي) (الإنجليزية)
- سارة ميرفي على موقع أوليمبيديا (الإنجليزية)
- سارة ميرفي على موقع اللجنة الأولمبية النيوزيلندية (الإنجليزية)